# Eunice wui
Eunice wui är en ringmaskart som beskrevs av Lu och Fauchald 1998. Eunice wui ingår i släktet Eunice och familjen Eunicidae.
Artens utbredningsområde är Mexikanska golfen. Inga underarter finns listade i Catalogue of Life.